# Беднота (деревня)
Беднота — деревня в Кардымовском районе Смоленской области России. Входит в состав Соловьёвского сельского поселения. Население — 35 жителей (2015 год).
Расположена в центральной части области в 10 км к востоку от Кардымова, в 3 км южнее автодороги Р134 «Старая Смоленская дорога» Смоленск — Дорогобуж — Вязьма — Зубцов, на правом берегу реки Натрица. В 10 км западнее деревни расположена железнодорожная станция Кардымово на линии Москва — Минск.

## История
В годы Великой Отечественной войны деревня была оккупирована гитлеровскими войсками в августе 1941 года, освобождена в сентябре 1943 года.